# Andreea Grigore
Andreea Florentina Grigore (née le 11 avril 1991 à Bucarest) est une gymnaste artistique roumaine.

## Biographie
Andreea Grigore remporte aux Jeux olympiques d'été de 2008 à Pékin la médaille de bronze du concours général par équipe.
Elle participe aussi au concours général individuel et aux barres asymétriques, sans dépasser le stade des qualifications.

## Palmarès

### Jeux olympiques
- Pékin 2008
  -  médaille de bronze au concours général par équipes.

### Championnats du monde
- Stuttgart 2007
  -  médaille de bronze au concours général par équipes.